# Ульякан
Ульякан — посёлок железнодорожной станции в Чернышевском районе Забайкальского края России. Входит в состав сельского поселения «Урюмское».

## География
Посёлок находится в северо-восточной части района, при Транссибирской магистрали, на берегах реки Белый Урюм, на расстоянии примерно 90 километров (по прямой) к северо-востоку от посёлка городского типа Чернышевск. Абсолютная высота — 568 метров над уровнем моря.
Климат
Климат характеризуется как резко континентальный, с продолжительной холодной зимой и коротким тёплым летом. Среднегодовая температура воздуха составляет −2 °С. Средняя многолетняя температура самого холодного месяца (января) составляет −25,7 °С, температура самого тёплого (июля) — 18 °С. Среднегодовое количество осадков — 300—350 мм.
Часовой пояс
Посёлок Ульякан находится в часовой зоне МСК+6. Смещение применяемого времени относительно UTC составляет +9:00.

## История
Основан в 1908 году при строительстве Амурской железной дороги. С 1912 года известен как бальнеологический курорт.

## Население
| 2010 | 2021 |
| ---- | ---- |
| 293  | ↘262 |

Половой состав
По данным Всероссийской переписи населения 2010 года в гендерной структуре населения мужчины составляли 51,9 %, женщины — соответственно 48,1 %.
Национальный состав
Согласно результатам переписи 2002 года, в национальной структуре населения русские составляли 98 % из 314 чел.

## Инфраструктура
Функционируют средняя школа, детский сад, клуб, библиотека и фельдшерско-акушерский пункт.